# 群青シネマ
『群青シネマ』（ぐんじょうシネマ、英題：Last Summer Cinema）は都戸利津による日本の漫画作品。『別冊花とゆめ』（白泉社）にて、2009年8月号から2010年6月号にかけて連載された。全9話。コミックスは同社の花とゆめコミックスレーベルより全2巻。

## あらすじ
1961年夏。四国の瀬戸内地方にある全寮制の男子高のイタズラ3人組の朝日・たまき・京一郎は、東京の大学の研究室へ行ってしまった恩師の水野を驚かせようと、8ミリカメラによる映画の自主制作を思いつく。失敗を繰り返しながらも懸命に取り組む3人。だが、3人の絆に暗雲が立ちこめ始める。

## 主な登場人物
栄 朝日（さかえ あさひ）
主人公の一人。実家は和菓子屋。イタズラ好きだがまっすぐな性格で、京一郎曰く「公正な奴」。
映画製作を提案した。映画内では「失明した軍人」を演じる。
里見 たまき（さとみ たまき）
主人公の一人。母親はイギリスを拠点に活躍する声楽家。通常は引っ込み思案だが、気を許した相手には毒舌のため「サド見」の異名を持つ。
汐に好意を寄せており、その想いを昇華した小説「夏日の堰」が賞をとり雑誌に掲載される。映画製作に当たっては、小説を脚本に直す一方、「少年」役を演じる。
弥方 京一郎（やかた きょういちろう）
主人公の一人。大会社の社長の息子。父親が会社を大きくする際にあくどい手口も使ったことについては反発をおぼえるものの、それによって戦後の物のない時代に苦労をせずにすんだという自覚があり、汐との結婚も含めて家を継ぐべきだと考えている。
映画製作においては撮影係をつとめる。必要な機材の購入に当たってこっそりと出資していた。
栄 月子（さかえ つきこ）
朝日の妹。映画の制作を手伝う。
羽智 汐（はち うしお）
京一郎の婚約者で、朝日の実家のお得意さん。映画の制作を応援する。
水野 小太郎（みずの こたろう）
朝日たちの元担任教諭で、現在は東京の大学の研究室勤務。ユーモアたっぷりで、朝日たちを上回るイタズラをやってみせる。
教えは「今をもっと楽しみなさい」。

## 作風
本作には1980年代の白泉社少女漫画らしい雰囲気があり、登場人物たちの意図と違った意外な評価が描かれた「男子が主人公の、ピュア少女マンガ」である。白泉社系の少女漫画作品では男子の主人公が多く見られるが、「性と暴力」の生々しい表現や「勝利」を重要視しない傾向があり、本作もそれに当てはまり、描かれていない。
四国地方が舞台となっているが、作者の都戸によると「8ミリの説明とモノローグを方言でやると読みづらいかも」という理由により登場人物が方言を話していない。

## 書誌情報
- 都戸利津 『群青シネマ』 白泉社〈花とゆめコミックス〉、全2巻
  1. 2010年1月25日初版発行（1月19日発売[3]）、ISBN 978-4-592-19091-2
  2. 2010年8月25日初版発行（8月19日発売[4]）、ISBN 978-4-592-19092-9
    - 読み切り「大町くんの思い出」（初出：『別冊花とゆめ』2005年5月号）を同時収録